# 杭州大厦
30°16′29.6″N 120°09′24.3″E / 30.274889°N 120.156750°E
杭州大厦（Hangzhou Tower），又称杭州大厦购物城，杭州大厦有限公司，1988年高103.6米的大楼建成启用成为当时杭州最高建筑，1993年杭州大厦商场开业，是杭州市市中心的一家经营高档奢侈品品牌与时尚流行商品的精品百货公司与大型商场，集购物、美食、休闲娱乐、会议展览、住宿、办公写字楼于一体。2020年，杭州大廈按總銷售額排名爲中國第五大購物中心，僅次於上海國際金融中心、上海恆隆廣場、北京SKP、南京德基廣場。2021年销售额突破百亿，2022年销售额达到135.4亿。

## 简介
杭州大厦座落于杭州市最繁华地段——武林广场西侧，分A座（南侧、1993年开业）、B座（北侧、1999年开业）、C座坤和店（环城北路东侧，2009年9月开业）、D座华浙店（环城北路西侧，2009年4月开业）四座大楼，横跨环城北路。总建筑面积近14万平米，共经营5万多种国内外高档名牌商品。
杭州大厦的效益连续多年位列中国大型零售企业（单店）前10位，创利进入全国商界前三名，零售规模为浙江省商业同行第一位。被誉为“杭州市窗口的一张亮丽名片”。
杭州大厦已从单店品牌经营逐步走向规模化连锁经营，先后输出品牌管理杭州大厦－湖州凤凰购物中心、杭州大厦－西湖时代广场，以及杭州大厦－元华购物中心共三家大型商场，经营规模已位居浙江省第一名。
在杭州举办2016年二十国集团峰会期间，包括加拿大总理在内的多名与会国家领导人和代表团光临杭州大厦。
杭州中心商场开业不久，杭州大厦于2024年1月启动AB座外立面装修工程。
- A座B座
- 从武林广场南侧看杭州大厦
- 跨越环城北路连接B座（南）和C座（北）的人行通道
- 人行通道C座入口

## 宾馆
杭州大厦宾馆是一座四星级酒店，位于杭州大厦A座，1989年开业，有333间（套）房。

## 西湖会
杭州大厦西湖会，实行会员制的私人会所。建筑采用南宋民居特色，沿袭中国传统园林风格。位于曲院风荷公园内，毗邻西湖岸，建筑面积2200平方米。

## 交通
杭州地铁1号线和3号线在附近设有武林广场站。

## 杭州解百集团
2014年，在中共杭州市委、市政府的支持推动下，杭州解百与杭州大厦完成了重大资产重组。杭州解百集团股份有限公司（简称：杭州解百，证券代码：600814）是杭州市人民政府的国有控股企业。解百集团目前拥有杭州大厦购物城、解百商业、杭州大厦501城市广场（2016年10月开业）等多家门店。